# Сали, Неджат
Неджат Сали (крымскотат. Necat Sali, рум. Negiat Sali; род. 4 сентября 1953) — румынский экономист и политик, член Демократического союза татар-тюрков Румынии (UDTTMR) и бывший член Палаты депутатов с 2000 по 2004 год.

## Биография
Родился 4 сентября 1953 года в татарской семье. Как выпускник Экономической академии в Бухаресте принимал участие в строительстве Дунайско-Черноморского канала с 1980 по 1982 год, а в дальнейшем до 2000 года работал на исследовательской станции Мурфатлар Винеярд.
С падением коммунистического режима в Румынии основал Демократический союз татар-тюрков Румынии (UDTTMR), где занимал должность сперва как вице-президент, а затем как просто президент. Был избран в Палату депутатов от жудеца Констанца в 2000 году, заседая с представителями национальных и этнических меньшинств Румынии и работая в Комитете по бюджету, финансам и банкам, а также в Комитете по регулированию. В конце 2001 года после в связи с событиями 11 сентября неоднократно утверждал о том, что среди членов UDTTMR могут быть исламисты, на что в самой организацией это опровергли.
Неоднократно критиковал перепись населения в Румынии, утверждая, что численность румынских татар занижается. Согласно его утверждению, в переписи населения численность татар сократили с 70 000 до 55 000 человек.